# Campeonato Português de Hóquei em Patins 3.ª Divisão de 2023-24
O Campeonato Nacional da 3.ª Divisão de Hóquei em Patins de 2023-24 é a 37.ª edição do terceiro escalão do campeonato português de Hóquei em Patins. A competição, organizada pela Federação de Patinagem de Portugal, é disputada por 60 clubes divididos em 4 Séries (Norte A e B - Sul C e D).
No final da Época 2022-23 desceram à 3ª Divisão as equipas da Escola Livre Azeméis, o Clube Infante Sagres e o Termas OC da Zona Norte e as equipas do SC Leiria e Marrazes, do Sporting Clube de Portugal B e do Marítimo SC da Zona Sul.
Subiram da 3ª Divisão para a 2ª Divisão o Valença HC, o CP Sobreira, o UD Vilafranquense e o HCP Grândola por apuramento direto, sendo coroado o campeão da 3ª Divisão 2022-23 o Valença HC após ganhar uma liguilha entre estas 4 equipas. o UD Oliveirense B e o GD CRIAR-T foram as 2 equipas apuradas através da liguilha de Promoção onde não coneguiram qualificar-se o AD "Os Limianos" e o CA Campo de Ourique.

## 3ª Divisão - Série A
| Pos | Equipe              | Pts | J  | V  | E | D  | GP  | GC  | SG  | Classificação ou descenso                   |
| --- | ------------------- | --- | -- | -- | - | -- | --- | --- | --- | ------------------------------------------- |
| 1   | AD "Os Limianos"    | 70  | 28 | 22 | 4 | 2  | 125 | 51  | +74 | Vencedor com Apuramento direto à 2ª Divisão |
| 2   | CRPF Lavra          | 62  | 28 | 19 | 5 | 4  | 124 | 77  | +47 | Apuramento para a Liguilha de Promoção      |
| 3   | OC Barcelos B       | 57  | 28 | 17 | 6 | 5  | 135 | 83  | +52 |                                             |
| 4   | HC Penafiel         | 57  | 28 | 17 | 6 | 5  | 117 | 75  | +42 |                                             |
| 5   | Juventude Pacense B | 52  | 28 | 15 | 7 | 6  | 130 | 114 | +16 |                                             |
| 6   | HC Marco            | 51  | 28 | 15 | 6 | 7  | 87  | 62  | +25 |                                             |
| 7   | CDG Fânzeres        | 46  | 28 | 14 | 4 | 10 | 98  | 81  | +17 |                                             |
| 8   | HC Maia             | 42  | 28 | 12 | 6 | 10 | 102 | 87  | +15 |                                             |
| 9   | HC Fão              | 31  | 28 | 8  | 7 | 13 | 85  | 113 | −28 |                                             |
| 10  | ED Viana            | 26  | 28 | 8  | 2 | 18 | 89  | 118 | −29 |                                             |
| 11  | CAR Taipense        | 26  | 28 | 7  | 5 | 16 | 76  | 107 | −31 |                                             |
| 12  | USC Paredes B       | 23  | 28 | 5  | 8 | 15 | 75  | 103 | −28 |                                             |
| 13  | ADJ Vila Praia      | 22  | 28 | 5  | 7 | 16 | 87  | 140 | −53 |                                             |
| 14  | Riba d'Ave HC B     | 13  | 28 | 3  | 4 | 21 | 70  | 129 | −59 |                                             |
| 15  | Famalicense AC B    | 12  | 28 | 3  | 3 | 22 | 75  | 135 | −60 |                                             |

## 3ª Divisão - Série B
Atualizado dia 13/04/2024
| Pos | Equipe             | Pts | J  | V  | E | D  | GP  | GC  | SG   | Classificação ou descenso                   |
| --- | ------------------ | --- | -- | -- | - | -- | --- | --- | ---- | ------------------------------------------- |
| 1   | OH Sports          | 72  | 28 | 24 | 0 | 4  | 197 | 96  | +101 | Vencedor com Apuramento direto à 2ª Divisão |
| 2   | SC Leiria Marrazes | 62  | 28 | 20 | 2 | 6  | 132 | 89  | +43  | Apuramento para a Liguilha de Promoção      |
| 3   | C Infante Sagres   | 58  | 28 | 18 | 4 | 6  | 125 | 91  | +34  |                                             |
| 4   | ACD Vila Boa Bispo | 57  | 28 | 18 | 3 | 7  | 133 | 81  | +52  |                                             |
| 5   | ACD Gulpilhares    | 56  | 28 | 17 | 5 | 6  | 123 | 76  | +47  |                                             |
| 6   | Termas OC          | 55  | 28 | 18 | 1 | 9  | 127 | 87  | +40  |                                             |
| 7   | HC Mealhada        | 51  | 28 | 16 | 3 | 9  | 141 | 115 | +26  |                                             |
| 8   | CRC "Os Águias"    | 46  | 28 | 14 | 4 | 10 | 125 | 102 | +23  |                                             |
| 9   | CD Cucujães        | 40  | 28 | 12 | 4 | 12 | 100 | 115 | −15  |                                             |
| 10  | CENAP              | 29  | 28 | 9  | 2 | 17 | 96  | 123 | −27  |                                             |
| 11  | CH Carvalhos B     | 22  | 28 | 7  | 1 | 20 | 75  | 154 | −79  |                                             |
| 12  | Académico FC       | 19  | 28 | 6  | 1 | 21 | 92  | 145 | −53  |                                             |
| 13  | AA Coimbra B       | 17  | 28 | 5  | 2 | 21 | 92  | 132 | −40  |                                             |
| 14  | AA Espinho B       | 16  | 28 | 5  | 1 | 22 | 88  | 157 | −69  |                                             |
| 15  | HC Paço Rei        | 13  | 28 | 4  | 1 | 23 | 73  | 156 | −83  |                                             |

## 3ª Divisão - Série C
Atualizado dia 13/04/2024
| Pos | Equipe               | Pts | J  | V  | E | D  | GP  | GC  | SG   | Classificação ou descenso                   |
| --- | -------------------- | --- | -- | -- | - | -- | --- | --- | ---- | ------------------------------------------- |
| 1   | A Alcobacense CD     | 48  | 20 | 15 | 3 | 2  | 97  | 51  | +46  | Vencedor com Apuramento direto à 2ª Divisão |
| 2   | APAC Tojal           | 46  | 20 | 14 | 4 | 2  | 105 | 47  | +58  | Apuramento para a Liguilha de Promoção      |
| 3   | SC Torres            | 45  | 20 | 15 | 0 | 5  | 108 | 58  | +50  |                                             |
| 4   | S Alenquer Benfica B | 43  | 21 | 12 | 7 | 2  | 119 | 67  | +52  |                                             |
| 5   | HC Sintra B          | 40  | 20 | 13 | 1 | 6  | 99  | 68  | +31  |                                             |
| 6   | HC Turquel B         | 37  | 21 | 11 | 4 | 6  | 102 | 65  | +37  |                                             |
| 7   | ACR Santa Cita       | 36  | 20 | 11 | 3 | 6  | 82  | 65  | +17  |                                             |
| 8   | AE Física D B        | 35  | 20 | 10 | 5 | 5  | 80  | 59  | +21  |                                             |
| 9   | "Os Corujas" GCC     | 34  | 20 | 10 | 4 | 6  | 77  | 52  | +25  |                                             |
| 10  | HC "Os Tigres"       | 23  | 20 | 7  | 2 | 11 | 52  | 60  | −8   |                                             |
| 11  | UDC Nafarros         | 19  | 23 | 5  | 4 | 14 | 91  | 124 | −33  |                                             |
| 12  | CS Marítimo          | 16  | 21 | 5  | 1 | 15 | 40  | 64  | −24  |                                             |
| 13  | HC Madeira           | 11  | 22 | 3  | 2 | 17 | 51  | 138 | −87  |                                             |
| 14  | GC Odivelas          | 10  | 20 | 3  | 1 | 16 | 54  | 130 | −76  |                                             |
| 15  | UF Entroncamento B   | 1   | 22 | 0  | 1 | 21 | 39  | 148 | −109 |                                             |

## 3ª Divisão - Série D
Atualizado dia 13/04/2024
| Pos | Equipe                | Pts | J  | V  | E | D  | GP  | GC  | SG   | Classificação ou descenso                   |
| --- | --------------------- | --- | -- | -- | - | -- | --- | --- | ---- | ------------------------------------------- |
| 1   | Marítimo SC           | 61  | 22 | 20 | 1 | 1  | 136 | 33  | +103 | Vencedor com Apuramento direto à 2ª Divisão |
| 2   | Sporting CP B         | 45  | 19 | 15 | 0 | 4  | 106 | 52  | +54  | Apuramento para a Liguilha de Promoção      |
| 3   | GD Sesimbra           | 43  | 21 | 13 | 4 | 4  | 108 | 55  | +53  |                                             |
| 4   | CD Paço Arcos B       | 36  | 12 | 12 | 0 | 0  | 0   | 0   | 0    |                                             |
| 5   | Stuart HC Massamá     | 39  | 22 | 12 | 3 | 7  | 67  | 47  | +20  |                                             |
| 6   | GDS Cascais           | 39  | 24 | 12 | 3 | 9  | 70  | 91  | −21  |                                             |
| 7   | HCP Grândola B        | 30  | 19 | 10 | 0 | 9  | 88  | 76  | +12  |                                             |
| 8   | AD Oeiras B           | 29  | 20 | 9  | 2 | 9  | 92  | 73  | +19  |                                             |
| 9   | Hóquei Clube PDL      | 27  | 19 | 8  | 3 | 8  | 75  | 90  | −15  |                                             |
| 10  | HC Vasco Gama         | 22  | 20 | 7  | 1 | 12 | 63  | 67  | −4   |                                             |
| 11  | HC Santiago           | 21  | 20 | 7  | 0 | 13 | 57  | 69  | −12  |                                             |
| 12  | CD Boliqueime         | 21  | 21 | 6  | 3 | 12 | 66  | 93  | −27  |                                             |
| 13  | GD Fabril             | 21  | 20 | 6  | 3 | 11 | 69  | 101 | −32  |                                             |
| 14  | CP Beja               | 15  | 21 | 5  | 0 | 16 | 82  | 120 | −38  |                                             |
| 15  | Juventude Azeitonense | 3   | 20 | 1  | 0 | 19 | 33  | 173 | −140 |                                             |

## Liguilha de Promoção
Atualizado dia 13/04/2024
| Pos | Equipe             | Pts | J | V | E | D | GP | GC | SG | Classificação ou descenso |
| --- | ------------------ | --- | - | - | - | - | -- | -- | -- | ------------------------- |
| 1   | SC Leiria Marrazes | 10  | 6 | 3 | 1 | 2 | 27 | 26 | +1 | Promovido à 2ª Divisão    |
| 2   | Sporting B         | 9   | 6 | 3 | 0 | 3 | 34 | 34 | 0  | Promovido à 2ª Divisão    |
| 3   | Sport Clube Torres | 8   | 6 | 2 | 2 | 2 | 24 | 22 | +2 |                           |
| 4   | CRPF Lavra         | 7   | 6 | 2 | 1 | 3 | 22 | 25 | −3 |                           |

## Liga de Campeão
Atualizado dia 13/04/2024
| Pos | Equipe           | Pts | J | V | E | D | GP | GC | SG  | Classificação ou descenso |
| --- | ---------------- | --- | - | - | - | - | -- | -- | --- | ------------------------- |
| 1   | OH Sports        | 16  | 6 | 5 | 1 | 0 | 38 | 24 | +14 | Campeão                   |
| 2   | Marítimo SC      | 7   | 6 | 2 | 1 | 3 | 20 | 24 | −4  |                           |
| 3   | A Alcobacense CD | 5   | 6 | 1 | 2 | 3 | 22 | 26 | −4  |                           |
| 4   | AD "Os Limianos" | 5   | 6 | 1 | 2 | 3 | 20 | 26 | −6  |                           |

## Campeão
| Campeonato Português de Hóquei em Patins 3ª Divisão 2023–24 |
| ----------------------------------------------------------- |
| OH SPORTS 1º Título                                         |

### Internacional
- «Ligações ao Hóquei em todo o Mundo»
- «Portal HóqueiPatins - Atualidade mundial do hóquei em patins»
- «Mundook - Atualidade mundial do hóquei em patins»
- «Hardballhock - Atualidade mundial do hóquei em patins» (em inglês)
- «Inforoller - Atualidade mundial do hóquei em patins» (em francês)
- «Blogue Hardballhock - Atualidade mundial do hóquei em patins» (em inglês)
- «Blogue Rink-Hockey - Atualidade mundial do hóquei em patins» (em inglês)
- «Solo Hockey - Atualidade mundial do hóquei em patins» (em espanhol)